# Type 3 (mitragliatrice aeronautica)
La Type 3 era una mitragliatrice pesante aeronautica della seconda guerra mondiale, utilizzata dalla Dai-Nippon Teikoku Kaigun Kōkū Hombu, l'aviazione della Marina imperiale giapponese. Era una copia della Browning M2 statunitense, ma camerata per la munizione da 13,2 mm francese.

## Storia
La Type 3 era una copia della mitragliatrice pesante americana Browning M2. Essa era camerata però per la munizione 13,2 × 96 mm di progettazione francese, adottata dal Giappone con la mitragliatrice antiaerea Type 93, copia della Hotchkiss Mle 1929. L'arma venne prodotta dal 1943 al 1945 in due versioni leggermente diverse, ovvero una per installazione fissa in caccia ed una per impianti brandeggiabili.
La versione fissa venne montata sui caccia Mitsubishi A6M "Zero" a partire dalla versione "Otsu" e Kawanishi N1K3. La versione brandeggiabile sostituì progressivamente, verso la fine della guerra, la Type 2.

## Velivoli armati
Giappone
- Mitsubishi A6M5 "Zero" Otsu
- Mitsubishi A7M
- Kawanishi N1K3